# Aeroportul Blackbushe
Aeroportul Blackbushe (IATA: BBS, ICAO: EGLK) este un aeroport din Yateley, Hart, Hampshire, Hampshire⁠(d), Hampshire, South East England, Anglia, Regatul Unit. A fost deschis în 1947.
Situat la o altitudine de 99 m, aeroportul dispune de 1 pistă.

## Infrastructură

### Piste
Aeroportul dispune de o singură pistă. Pista 07/25 are suprafața de asfalt și dimensiunile 1.335 m × 45 m. 